# Dějiny Horní Libchavy 1945–1989
Horní Libchava, dosud obývaná především německým obyvatelstvem, prošla v poválečných letech (1945–1989) velkou demografickou proměnou. Nová vývojová etapa osidlování a po únoru 1948 komunistickou vládou nastolená kolektivizace a socializace venkova byla ukončena rokem 1960.

## Vysídlení německého obyvatelstva
Krátce po osvobození (18. května 1945) dorazily do České Lípy z rozkazu revolučního vojenského velitelství „Alex” ozbrojené jednotky z Mladé Boleslavi, ozbrojené formace škpt. děl. Ruboše z Čelákovic, oddíl pražských revolučních gard „Pěst“ a partyzánská skupina „Pokorný“ z Kolína. Po likvidaci velitelství Alex (25. května 1945) převzala velení 1. československá armáda. Ozbrojená skupina „Sekáč“ z Mladé Boleslavi byla na Českolipsko vyslána 27. května 1945 dodatečně.
Z těchto ozbrojených skupin se utvořil pěší pluk č. 47 (přejmenován na pěší pluk 36, III. prapor, škpt. Buriánský, později pplk. Kosař), jehož I. prapor (škpt. Ruboš) odjel do Jablonného, II. prapor (mjr. Holas) se přemístil do Nového Boru a III. prapor (mjr. Hulínský) zůstal v České Lípě. Území směrem od České Lípy přes Doksy až po Kuřívody, které zahrnovalo i obec Horní Libchavu, měl v tehdejším dobovém žargonu „vyčistit” 8. pěší pluk pod velením podplukovníka Františka Vovesa. Ten také 14. června 1945 vydal v České Lípě rozkaz k zahájení vysidlovací akce, která měla být provedena jeho slovy „nejkratším směrem, tj. na sever”.
Všechny ostatní osoby německé národnosti měly být zkoncentrovány a vždy po padesáti v nákladních železničních vozech, případně i na říčních člunech nebo koňských povozech, dopraveny za hranice ve směru přes Děčín na Drážďany, podle možností až do Pirny (navrátilcům hrozily za překročení hranice sankce). Osobní zavazadla nesměla vážit více než třicet kilogramů na hlavu, z toho nejvýše pět kilogramů mohlo připadat na potraviny (s vyloučením tuku a másla).
Denní hlášení velitelství 1. čsl. armády
Vysidlování německého obyvatelstva započalo nejprve v okrese Česká Lípa a v Německém Jablonném, dále pokračovalo na Varnsdorfsko, Rumbursko a Šluknovsko. Začátkem července 1945 už vojenské jednotky operovaly v prostoru od Dubé přes Doksy po Jestřebí, zčásti i v okresu Děčín. Podle historika Adriana Portmanna bylo chování k německy hovořícímu obyvatelstvu doprovázeno řadou svévolných, nezřídka brutálních činů. Druhá fáze exodu německého obyvatelstva představovala transporty do americké okupační zóny a poté do sovětské okupační zóny v Německu. Z původního německého obyvatelstva v obci zůstalo jen několik málo osob (tzv. němečtí antifašisté), mezi nimi také místní katolický farář Franz Graf.

## Osidlování
Revoluční okresní národní výbor v Mladé Boleslavi (zřízen 5. května 1945) uvažoval již krátce po svém konstituování, že by mohl k Mladoboleslavsku získat i okresy v českém pohraničí: Česká Lípa, Dubá, Rumburk, Šluknov a Varnsdorf. Dozor nad osidlováním těchto pohraničních okresů měl zajistit vrchní komisař okresní politické správy Dr. A. Kvasnička. V červnu 1945 proběhlo v této věci jednání mezi představiteli ONV Mladá Boleslav a ZNV v Praze. V červenci 1945 už správní knihy ONV v Mladé Boleslavi evidovaly obce Častolovice, Horní Libchavu, Jägersdorf, Manušice, Novou Ves, Sonneberg, Svobodnou Ves (Josefsdorf u Skalice) a Volfartice jako cíl mladoboleslavské kolonizace.
Místní správní komise byla v obci zřízena souběžně s prvními přicházejícími osídlenci a do podzimu 1945 nahrazena Místním národním výborem. Pobočka Národního pozemkového fondu se nacházela nejprve v Liberci. Teprve v květnu roku 1946 byla vyhláškou ministerstva zemědělství v České Lípě zřízena úřadovna pobočky Národního pozemkového fondu (Na Záduší čp. 306 proti Okresnímu národnímu výboru). Úřadovna obsluhovala služehní obvod politického okresu Dubá a Česká Lípa, přičemž pobočka Národního po zemkového fondu v Liberci byla pro tyto okresy první odvolací instancí.

### Vlastnické dekrety a prozatímní zaknihování
Od podzimu 1947 se na Českolipsku započalo s udělováním vlastnických dekretů dosavadním národním správcům. V říjnu 1947 Osidlovací komise ministerstva zemědělství v České Lípě odstartovala prozatímní zaknihování, k němuž si osídlenci měli připravit:
- přihlášku o příděl,
- pro každého z manželů potvrzení o národní spolehlivosti a výpis z trestního rejstříku,
- pro Národní pozemkový Fond (NPF) plnou moc na majetek zanechaný ve vnitrozemí.[8]

Následně byly novým majitelům zemědělských usedlostí vyměřeny dávky ke splácení konfiskátů. Poslední osídlenci už pocházeli ze státem řízeného dosídlení v druhé polovině padesátých let 20. století. Někteří z nich se nakonec vraceli zpět do vnitrozemí.
Českolipští zemědělci špatně splácejí konfiskáty. Okres Česká Lípa je jeden z nejhorších z libereckého kraje v odvádění splátek za zemědělské usedlosti. Nejhoršími obcemi je Horní Libchava a Častolovice. 57 přídělců z Horní Libchavy zaplatilo na 842.000 Kčs teprve 120.000 Kčs a 21 přídělců z Častalovic místo 419.000 Kčs pouhých 98.000 Kčs.
Stráž severu, 28.10.1948, s. 5
V poválečném osidlování se v obci podařilo osadit několik původních živností: hostince (čp. 61 Václav Fuka, čp. 15), konzum (čp. 208 Matějkovi) a pekárnu (čp. 60), mlékárnu (čp. 65), kovárnu (čp. 59 Karel Zítka), holičství a kadeřnictví (čp. 144 rodina Růžičkova), pánského a dámského krejčího (Miroslav Bílek), řeznictví s pivním výčepem (čp. 123 rodina Linhartova), obuvníka (čp. 74), strojnicko-zámečnický závod pro opravy jízdních kol a motocyklů (čp. 146 V. Němeček), sklenářství, truhlářství (čp. 9), malířství, lakýrnictví, fotoslužbu a zemědělské usedlosti.

### Znárodnění živností
Od podzimu 1948 docházelo ve vsi k útokům na živnostníky (propagandou, finančním útlakem nebo administrativní šikanou), jejichž cílem bylo přimět majitele živností ke vstupu do JZD nebo státního statku. Nejprve byl likvidován maloobchod, řemesla a pohostinství. Rokem 1952 začala v pohraničí rozsáhlá a centrálně řízená demoliční akce, která v Horní Libchavě zasáhla hlavně selské usedlosti ve správě JZD.
V roce 1960 měla Rada MNV v Horní Libchavě ve své správě provozovny služeb: holičství, sklenářství, truhlářství, motoopravnu jízdních kol a motocyklů, malířství, lakýrnictví, dámské krejčovství a fotoslužbu. V roce 1960 počítala se zavedením místní dopravy a se službou řezání dřeva.

## Kolektivizace a socializace zemědělství

### Československé státní statky
Velkostatek v Horní Libchavě (původně zbytkový statek v majetku akciové společnosti Severočeské stromovky se sídlem v Horní Libchavě) přešel nejprve jako německý konfiskát pod ministerstvo zemědělství ve správě původního majitele JUDr. Josefa Vraného bytem v Horní Libchavě. V květnových dnech roku 1947 a 1948 pořádal Okresní myslivecký spolek v České Lípě a okresní myslivecký spolek v Boru u České Lípy v zámeckém parku střelecké závody.
Okresní myslivecký spolek v České Lípě a okresní myslivecký spolek v Boru u České Lípy, odbočka Svazu brannosti v České Lípě a odbočka Svazu brannosti v Boru u České Lípy, pořádají pod záštitou okres. národního výboru v České Lípě, posádkového velitelství v České Lípě a MNV v České Lípě a v Boru u České Lípy veřejné závody ve střelbě na asfaltové holuby a závody malorážkou a vzduchovkou 17. a 18. května v zámeckém parku v Horní Libchavě u České Lípy.
Stráž severu: deník Národní fronty v českém pohraničí, 18.05.1947
Dne 1. října 1948 přidělilo ministerstvo zemědělství velkostatek v Horní Libchavě Státním lesům a statkům v Zákupech, ke kterému náleželo sedm pobočných dvorů na českolipském okrese (Horní Libchava, Stvolínky, Noviny, Holany, Zahrádky, Osečná a školní statek rolnické školy Česká Lípa). Na statku v Zákupech byla ve stejném roce zřízena také první státní traktorová stanice na Českolipsku.
Máme v kraji jíž dvanáct státních statků — V těchto dnech přidělilo ministerstvo zemědělství po provedení revise půdy z první pozemkové reformy tyto zbytkové dvory k podniku Státní lesy a statky; ve frýdlantském okrese Andělka, Bulovka, Dolní Oldříš a Pertoltice, v okrese Jablonné v Podješt. Žibřidice a Kunevald, na Českolipsku Noviny p. R., Heřmanice (pozemky, jichž se rolníci vzdali), Horní Libchava (dříve Severočeské Stromovky), Stvolínky a nový dvůr Ramš. Dosud byl v libereckém kraji pouze jeden státní statek (Zákupy u České Lípy). Nyní jich je již 12.
Stráž severu: deník Národní fronty v českém pohraničí, 18.11.1948
V rámci první pětiletky mělo hospodářství v Horní Libchavě plnit hlavně dodávky vepřového masa, z části dokrmovat brakový skot na porážku a budova zámku vyřešit pražskou bytovou otázku. Nezdařený plán s přemístěním pražských penzistů nahradil v roce 1954 projekt školního statku Horní Libchava. V roce 1959 zde zahájila výuku dvouletá Učňovská zemědělská škola. Rokem 1964 přešel zámecký areál do vlastnictví Československé lidové armády.
Centrální státní statek v Zákupech s hospodářstvím v Horní Libchavě převzal v roce 1949 nově zřízený národní podnik
Československé státní statky. Rokem 1964 přešel zámecký areál do vlastnictví Československé lidové armády, kde zůstal až do roku 2003. Zemědělskou půdu obhospodařovalo od roku 1963 hospodářství Horní Libchava Státního statku Stružnice a od roku 1978 hospodářství Horní Libchava Státního statku Cvikov. Oplocený zámecký areál ve vlastnictví Československé lidové armády spravovavala posádka v Bělé pod Bezdězem, která zde měla na starosti za pomoci několika záložáků sklad civilní obrany.

### Jednotné zemědělské družstvo
V dubnu 1949 se konala ustavující schůze přípravného výboru Jednotného zemědělského družstva Horní Libchava, na kterém došlo ke zvolení výboru: Kordač, Hlaváček, Chlupáč, Dvořák, Havelková, Kysela, Beránek a Příhoda. Na návrh zemědělce Urbana byla ministru zemědělství J. Ďurišovi z ustavující schůze JZD zaslána tato rezoluce:
My, občané z Horní Libchavy, okres Česká Lípa, jsme se na ustavující schůzi přípravného výboru JZD usnesli založit jednotné zemědělské družstvo, abychom postavili naši vesnici na úroveň města po stránce výrobní, kulturní i sociální. Slibujeme, že vzájemnou spoluprací při plnění všech úkolů dáme náplň Kampelíkovým slovům: Co jednomu nemožno, to všem dohromady snadno! — Pětiletce zdar! - Zemědělci z Horní Libchavy.
Stráž severu, deník Národní fronty v českém pohraničí, 24.04.1949: Ustavování zemědělských družstev na Českolipsku 
Ještě před založením JZD se zemědělci v Horní Libchavě ve svém operativním plánu pro první rok pětiletky zavázali, že smlouvy v rostlinné výrobě splní do 11. října roku 1949, stav hovězího dobytka navýší na 430 kusů (z toho 190 dojnic), počet prasat zvýší ze 344 kusů na 380 kusů, stav ovcí z 31 na 40 kusů a stav slepic na 2 300 kusů. Dále se zavázali provést úpravu návsi a obecních prostranství, obílit všechny stavení a postavit si vozovou váhu.
V březnu 1951 ustájilo JZD 50 kusů dobytka ve společných stájích a v listopadu téhož roku započalo s chovem stáda ovcí, které si v květnu objednalo ze Sovětského svazu. V témže roce bylo v obci zavedeno pro zimní období školení družstevníků ve středisku Družstevní školy práce (DŠP). V roce 1952 družstvo přešlo na hospodaření IV. typu bez záhumenků, přičemž chovalo 342 kusů skotu, koně a 200 ovcí.
V roce 1952 bylo při JZD (čp. 141) zřízeno středisko Strojně traktorové stanice Mimoň pro JZD Horní Libchava, Manušice a Volfartice (brigadýr J. Hampl) a v roce 1955 na příkaz ONV vlastní stanice STS Horní Libchava (od července 1955 brigadýr Jaroslav Černý).
V rámci delimitací v roce 1960 bylo sloučeno JZD Volfartice, JZD Manušice a JZD Horní Libchava, která nadále vystupovala pod novým názvem „JZD 8. březen Horní Libchava” a jejich společná výměra činila 1 406 ha. V roce 1962 proběhla další delimitace JZD a družstvo 8. březen v Horní Libchavě bylo začleněno pod Státní statek Stružnice jako hospodářství H. Libchava Státního statku Stružnice. V roce 1963 se nacházel v obci nový kravín s výběhy (čp. 94), vepřín ve stráni při silnici do Stružnice (nyní část čp. 171), v sídle bývalého JZD (čp. 141) STS hospodářství Horní Libchava, teletník v usedlosti čp. 79 a kravín v usedlosti čp. 91. Pod Strážným vrchem u rybníka stály budovy drůbežárny.

### Státní statek Cvikov
Slučovací proces byl dovršen v roce 1978, kdy byl Státní statek Stružnice (s hospodářstvím Horní Libchava) integrován do Státního statku Cvikov. V roce 1983 vybudoval Státní statek Cvikov, n. p. v Horní Libchavě novou bramborárnu pro přibližné 200 vagónů brambor, horkovzdušnou sušárnu na pícniny a v roce 1984 farmu pro 720 kusů dojnic za 25 mil. korun, jejímž dodavatelem byl n. p. Zemědělské stavby Praha, závod Stará Boleslav a dodavatelem technologických souborů Agrozet Přelouč. V roce 1985 započal Státní statek Cvikov v Horní Libchavě se stavbou letiště pro zemědělské účely. Ve stejném roce si Zemědělské stavební sdružení Česká Lípa (od roku 1896 Agrostav Česká Lípa) pronajalo na 3 roky bývalou cihelnu v Horní Libchavě, která měla být stavebně upravena na malou betonárku pro účely sdružení.
Velkokapacitní kravín v Horní Libchavě zahájil svůj provoz v květnu 1984. V komplexu budov stály tři produkční stáje pro 600 dojnic a porodna k umístění dalších 120 dojnic, včetně profylaktoria pro 14 selat. Všechny objekty byly řešeny ocelovými nosnými konstrukcemi (od NHKG-Mostárny Hustopeče u Brna) s vyzdívanými obvodovými plášti. Vedle provozní budovy kotelny, skladu objemné píce, centrálního kruhového hnojistě o průměru 33 m a dvou jímek pro silážní šťávy o kapacitě 2 460 m³ se zde nacházely dvě kruhové dojírny, každá o hodinovém výkonu až 60 dojnic, kůlna na parkování zemědělských strojů a správní budova se sociálním zařízením. Vzhledem k tomu, že těchto kruhových dojíren bylo v republice pouhých deset, nebylo pro ně možné ani po třech a půl roce provozu sehnat náhradní díly a opravit je. Kapacita porodny zase neumožňovala umístění dojnice už měsíc před otelením. Dále se v areálu nacházela silážní plata na siláže a senáže za dalších čtyři milióny korun.
Jak dlouho ještě ANEB OTÁZKY DO PRANICE. Jak dlouho ještě budou žít občané Volfartic a Horní Libchavy v minulém století? Jak dlouho ještě budou pít zdravotně závadnou vodu ze soukromých i obecních studní, v nichž je povrchová voda znečištěna všelijakými dusičnany, fosforečnany a jinými chemikáliemi, kterými tak vydatně zásobují svá pole a louky místní zemědělci? Jak dlouho budou ještě tito občané čekat na vybudování vodovodu a kanalizace, jak jim bylo po dvě desetiletí pouze slibováno? Vrátí se ještě někdy raci do stoky, která je prý pstruhovým potokem?
Českolipský nástup: týdeník OV KSČ a rady ONV v České Lípě, 8.3.1990
Správní budova hospodářství Horní Libchava (velkokapacitní kravín) se zemědělským areálem o 5,4 ha se nacházela při silnici III. třídy z Horní Libchavy do Stružnice. Zemědělská výroba zde byla ukončena v letech 1994–1995. V roce 2011 Obecní úřad Horní Libchava tento zemědělský areál prodal firmě SENIFO-KOVOŠROT s.r.o., která zde zřídila „Zařízení ke sběru a výkupu odpadů železných a neželezných kovů”. V roce 2014 zahájil Krajský soud v Brně s firmou insolvenční řízení. V březnu roku 2017 vyhlásila obec veřejné výběrové řízení o nejvhodnější nabídku na uzavření kupní smlouvy o prodeji areálu Horní Libchava čp. 152 dlužníka SENIFO-KOVOŠROT s.r.o. Vlastníkem bývalého zemědělského areálu se stala pražská firma VEJCE CZ s.r.o., zabývající se chovem drůbeže a prodejem vajec.

## Vybavenost obce

### Základní škola a mateřská škola
Obecná škola Horní Libchava (následně též Národní škola) začala hned v roce 1945 využívat budovu bývalé německé školy čp. 72. V patře se nacházely dvě třídy, v přízemí vlevo byt učitele a vpravo prázdná třída využívána k tělocviku. V roce 1947 byl zřízen pod farou na čp. 63 útulek mateřské školy, který zde fungoval krátce a mateřská škola byla následně přeložena do přízemí budovy bývalého německého obecního úřadu na čp. 53 (nyní čp. 196), kde sídlila až do roku 1989. V 50. letech se v budově bvývalého německého obecního úřadu (čp. 63) nacházely v 1. patře nájemné byty a ve sklepě družstevní prádelna.
HORNÍ LIBCHAVA. Pionýři národní školy za spolupráce ředitelky soudružky Hroudové založili rozhlasový kroužek „Vlaštovka”. O nedělích jim MNV vyhradil půlhodinku pro vysílání. Z iniciativy rozhlasového kroužku očistily děti pro JZD 1000 cihel, za které byly odměněny 75 Kčs.
Cesta míru: týdeník Krajského výboru Komunistické strany Československa v Liberci, 24.03.1959
V 80. letech žáci dojížděli do základní školy v České Lípě.

### Sbor národní bezpečnosti
Po druhé světové válce byla zřízena stanice SNB v Horní Libchavě a Volfarticích. V květnu roku 1948 zasahovala v Horní Libchavě oblastní kriminální úřadovna v Č. Lípě se členy SNB, která zde dopadla hledaného Zdeňka Bergera. Po provedené domovní prohlídce v domě rodiny Sadílků, kde se měl Berger se svojí milenkou Marií Lukášovou ukrývat, došlo k přestřelce. Společně s Bergerem byli zatčeni též František Sadílek, jeho manželka Aloisie a Bergerova milenka Marie Lukášová, následně byli všichni zadržení odvezeni do vazby krajského soudu v České Lípě.
V roce 1965 následovalo zrušení obou stanic SNB v Horní Libchavě a Volfarticích. Nové Obvodní oddělení VB v Žandově (OO-VB Žandov) obsluhovalo od 1. ledna 1965 obce a osady Žandov, Horní a Dolní Police, Jezvé, Radeč, Volfartice, Velká Javorská, Valteřice, Heřmanice, Stružnice, Horní Libchava a Manušice. Obvodní oddělení VB v Žandově sídlilo poblíž náměstí v budově Domovní správy. Od roku 1991 se v Žandově nachází Obvodní oddělení Žandov - Policie České republiky s územní působností pro obce: Žandov, Blíževedly, Bořetín, Dolní Police, Heřmanice, Horní Police, Horní Libchava, Hvězda, Janovice, Jezvé, Kolné, Kozly, Kravaře, Litice, Nová Ves, Novina, Novosedlo, Podlesí, Radeč, Rané, Sezimky, Skalka, Stráž u České Lípy, Stružnice, Stvolínecké Petrovice, Stvolínky, Taneček, Valteřice, Velká Javorská, Veliká, Víska, Volfartice.

### Poštovní úřad
Poštovní úřad se v prvních poválečných letech v obci nenacházel a nebyl obnoven ani původní poštovní úřad ve Volfarticích. Teprve v roce 1957 se v obou obcích nacházela poštovní jednatelství, která zajišťovala též spořitelní službu.
Sít úřadoven STSP v okrese Česká Lípa: v provozu je 22 přičleněných úřadoven; z toho 1 pobočka (v Mimoni), 3 jednatelství (v Zákupech, Kvítkově a Velkém Grunově), 7 závodních jednatelství (ČKD, TATRA, ČSD a ONV v České Lípě, ATMOS v Žandově, Vojenské lesy a statky ve Stráži p. R., státní statek v Zákupech) a 11 poštovních jednatelství (Dobranov, Stráž pod Ral., Hamr na Jezeře, Brniště, Volfartice, Horní Libchava, Horní Police, Jestřebí, Zahrádky, Stvolínky a Jezvé).
Budovatel českolipské vesnice, 19.10.1957

### Jednota - lidové spotřební družstvo
Obchod se smíšeným zbožím se nacházel v budově čp. 208 (po Konzumním spolku „Vorwärts”) rodiny Matějkových (smíšené manželství), pekárna v budově čp. 60 (před válkou obchod se smíšeným zbožím a pekárna - Gürtler Franz a Marie), mlékárna v budově čp. 65 (před válkou Peterle Bertha) a řeznictví s hospodou rodiny Linhartových v budově čp. 123 (před válkou Peterle Rudolf).
V roce 1952 rodina Matějkových přesídlila do budovy čp. 60, kde prodávala v prodejně Jednoty, spotřebním družstvu Horní Libchava (předseda Jednoty Pavlas, vedoucí obchodního oddělení Randa). V této době chovalo JZD Horní Libchava stádo ovcí. Za vlnu z ovcí si družstevníci v Jednotě mohli nakoupit zlevněné textilní zboží. Čím více měl kdo odpracovaných jednotek, tím větší byla jeho odměna z druhé střiže vlny (v průměru na rodinu asi 1500 korun). Po četných reorganizacích spotřebních družstev v padesátých letech provozovalo prodejnu smíšeného zboží Lidové spotřební družstvo Jednota v Novém Boru. Řeznictví s hospodou rodiny Linhartových v budově čp. 123 postupně úplně zaniklo (nejprve hostinec a pak i vlastní prodej masa a uzenin pod Jednotou) a do obce zajížděla s masnými výrobky pojízdná prodejna.
Co se u nás kupovalo před vánocemi. ...Družstevníci měli opravdu těžkou volbu, co si za částku, určenou podle počtu odpracovaných jednotek, mají vybrat...Teplé prádlo, pánské flanelové košile různých barev a vzorů, nedělní košile, spodky z česané vlny, dámské soupravy prádla,...hedvábné, delénové a teplé šátky hýřící pestrostí barev, spousty flanelů, barchetů, šatovek, vlněných látek oblekových i plášťových — Více než polovina družstevníků si vybrala pěkný hubertus. Několik zemědělců si položí pod letošní vánoční stromek nový oblek a všichni bez rozdílu se ohřívají v nové teplé vestě nebo svetru. U tohoto druhu zboží byl výběr snad největší a tudíž volba nejtěžší. Ani vlněné svetry, ručně pletené, nechyběly. Že naši družstevníci chtějí opravdu kvalitní zboží, mně potvrdilo, že jsem prodala i látky na několik čistě vlněných plášťů a že na příklad hubertusy byly vybírány jen té nejlepší jakosti...Nejednomu děvčátku zatřpytí se očka radostí, až bude chovat novou panenku, která sama otevírá a zavírá oči, nebo medvěda, který bručí jako opravdovský. A což, jaké dobroty se budou vařit na novém nádobíčku! Co hoši budou říkat vláčkům, stavebnicím, autíčkům a různým hrám? — Rovněž knihy se kupovaly. Prodávaly se hlavně dětské, pohádkové knížky a beletrie, celkem asi za 2.400 korun... — HANA MATĚJKOVÁ, Jednota, Horní Libchava.
Cesta míru: týdeník Krajského výboru Komunistické strany Československa, 24.12.1953
V době vánočních a novoročních svátků v roce 1975 byla prodejna z důvodu nemoci vedoucí paní Jiřiny Veselé uzavřena. Občané horní Libchavy zůstali od 27. prosince do 8. ledna 1975 bez zásobování. Náhradní prodej mléka a pečiva probíhal v místním hostinci. Pojízdná prodejna přijela jen jednou. Dne 9. ledna 1975 převzala prodejnu rodina Novotných. MNV v Horní Libchavě provedl téhož roku stavební úpravu jejich bytové jednotky.

### Zdravotní péče
Zdravotní péče v prvních letech osidlování byla v pohraničních obcích velmi tristní. Z celého pohraničí docházely zprávy o chybějících lékařích, ošetřovatelkách, sanitních vozech (i benzínu). Lékařskou péči pro osídlence Horní Libchavy zajišťoval až do druhé vlny odsunů německého obyvatelstva v roce 1946 Dr. Erwin Winkler ve Volfarticích na čp. 177. Samaritánskou činnost mohly provozovat též sbory dobrovolných hasičů. Na okrese byly zprovozněny dvě nemocnice s lůžky infekčními, interními a chirurgickými - Městská nemocnice v České Lípě pod Holým vrchem (většina personálu byli Němci) a nemocnice v Novém Boru (v 50. letech přebudována na ženské oddělení s porodnicí). Zdravotní záchrannou službu zajišťovala na celém okrese dvě sanitní auta Československého Červeného kříže (Spolek ČSČK) - jedno v České Lípě, druhé v Boru (r. 1948 předáno nemocnici v Boru).
Okresní záchranná stanice spolku Československého Červeného kříže (ČsČK) sídlila v České Lípě v ulici Na Záduší (nyní Paní Zdislavy 419/6). Od ledna 1946 poskytovala jedním sanitním vozem nedělní lékařskou pohotovostní službu, která začínala v sobotu po obědě a končila v pondělí ráno. Od prosince 1946 zavedla záchranná služba celotýdenní noční službu. Druhý sanitní vůz Škoda Tudor získala záchranná stanice ČsČK na konci roku 1947 a další v roce 1948. V roce 1950 přijala záchranná stanice jednu sestru pro ošetřování pacientů upoutaných dlouhodobě na lůžko. Po únoru 1948 převzal Zdravotnickou dopravní službu oficiálně Československý Červený Kříž, přičemž řidič sanitního vozu dojížděl pro lékaře do nemocnice - pacienti se na místě neošetřovali.
V říjnu 1948 se konstituoval spolek Československého Červeného kříže (ČsČK) v Žandově, který měl zřídit novou záchrannou stanici a obdržet pro převoz nemocných (hlavně z místních železáren a továrny Achiles) vlastní lůžkový sanitní vůz. Do vozového parku záchranné zdravotní služby přicházely postupně každým rokem jeden až dva malé tudory. V roce 1952 byl přijat zákon o převedení civilních a hasičských vozů přebudovaných na záchranné vozy okresním úřadům národního zdraví. Zrovna tak musel učinit i Červený kříž, čímž zanikly i jeho záchranné stanice a skončilo poskytování první pomoci na vesnicích.
V témže roce byla v České Lípě z bývalého finančního úřadu na ulici Čs. armády (tehdy ulice generála Svobody čp. 1566) zřízena Dopravní záchranná služba s vedoucím dispečerem a jedním opravářem a z druhé části finančního úřadu v ulici Bulharské nová Poliklinika (od r. 1952 Okresní ústav národního zdraví, ředitel MUDr. Oldřich Matoušek), do které se začali stěhovat lékaři ze svých ordinací roztroušených po celém městě. V roce 1951 se započalo s přestavbou domu Občanské záložny (po r. 1948 Ústřední národní pojišťovny) na rohu ulice Čs. armády, kde bylo zřízeno zubní oddělení OÚNZ a lékárna (od r. 1966 s nepřetržitým provozem). V letech 1955-58 byla zřízena okresní transfusní stanice v Mimoni.
Opatření v nemocnici. Okresní ústav národního zdraví v České Lípě spolu s okresním hygienikem rozhodl, že ve všech nemocnicích našeho okresu bude zavedeno povinné přezouvání návštěv k pacientům. Každý, kdo chce navštívit nemocného, musí si přinést domácí obuv na přezutí.
Nástup: orgán OV KSČ a rady ONV v České Lípě, 18.4.1964
V roce 1951 byla budova bývalého chorobince pod Špičákem přestavěna na interní oddělení se 100 lůžky a v nemocnici pod Holým vrchem přistavěn nový pavilon samostatného dětského oddělení s 50 lůžky. Postupně byla budova interního oddělení Pod Špičákem přebudovávána na okresní nemocnici, přibyly nové operační a porodnické sály a z Městské nemocnice Pod Holým vrchem se do ní přestěhovala oddělení chirurgické, interní a porodní. Výstavba nové komplexní okresní nemocnice probíhala v 80. letech. Monoblok s lůžkovou částí se nacházel v provozu od února 1981. V témže roce začala v březnu při nemocnici fungovat Rychlá lékařská pomoc (RLP). V pondělí 10. května 1982 byla slavnostně otevřena nová poliklinika, lékárna a dětská lůžková část nemocnice s poliklinikou.

### Demoliční akce - bouračky
Na podzim roku 1950 doporučila vláda Antonína Zápotockého na návrh ministra zemědělství Júlia Ďuriše, aby JZD vyšších typů (zejména III. a IV. typu) vyhledala v obci vhodné budovy, které mohou být adaptovány na společné družstevní kravíny v rámci přechodu na společné ustájení skotu (objekty členů družstva, dosavadní stáje, stodoly, málo využité objekty z pozemkové reformy, selské statky - budovy vesnických boháčů, obecní budovy, nevyužité staré průmyslové objekty, cihelny atd.), pro nutnou rekonstrukci použila materiál z vlastních i místních zdrojů (zejména bouraček) či z objektů ke zbourání v celém pohraničí. Bouračky přiděloval družstevní referát ONV zdarma. Za tímto účelem byla v JZD vytvořena ze členů družstva placená stavební četa.
Již v roce 1953 bylo JZD Horní Libchava za nehospodárné využívání stavebního materiálu z bouraček kritiziváno: řezivo na výstavbu adaptovaného kravína, který byl po tři roky ve výstavbě, se povalovalo u silnice, na jiném místě nechalo JZD zarůst trávou 10 silných až 10 metrů dlouhých trámů, u rok rozestavěné porodnice pro prasnice prostavělo částku 100 000 Kčs a budova nebyla ani z 50% hotova, u JZD přiděleného stavení čp. 27 (před r. 1945 Wünsch Franz, rohové stavení při silnici vedle čp. 25 demolováno v 70. letech) se nacházela studna rok ve výstavbě a spousta skruží se zde jen tak volně povalovala.
Horní Libchava, která leží v údolí pod Slunečnou, připomíná podhorskou vesnici s průzračným potokem se pstruhy, na nichž zkoušejí rybáři své štěstí. Na jaře působí Horní Libchava dojmem kvetoucí zahrady. Jakoby sníh přikryl zeleň trávníků. Jsou to však bledulky a sasanky a všude se otvírají květy petrklíčů. U potoka fialový devětsil. A tuhle krásu ruší nešťastné bouračky, které hyzdí vzhled vesnice. Kolik v pohraničí zchátralo a spadlo pěkných stavení, zvláště na vesnicích.
Cesta míru: týdeník Krajského výboru Komunistické strany Československa v Liberci, 08.05.1958

## Kultura a organizace Národní fronty
V prvních poválečných letech se v Horní Libchavě ustavil amatérský Divadelní soubor Havlíček, což bylo umožněno díky divadelnímu vybavení v hostinci čp. 61 (tehdy pod národní správou Václava Fuky). Po komunistickém únorovém puči mohly v obci působit jen složky Národní fronty pod kontrolou KSČ. Divadelní a kulturní představení zajišťovala místní skupina ČSM a soubor zemědělské učňovské školy z Horní Libchavy.
V roce 1951 pořádal Okresní výbor Sokola (OVS) ve spolupráci s Okresním akčním výborem Národní fronty (OAV NF) a tělovýchovným referátem Okresního národního výboru tzv. „Pochod míru”. Tyto složky vydaly přesné směrnice, které obdržely všechny sokolské jednoty, kroužky, školy všech stupňů, MNV a ostatní složky Národní fronty v celém okrese, které stanovily 13 středisek, v nichž se sejde občanstvo z nejbližšího okolí, aby manifestačně vyjádřilo svůj odpor proti pokusům imperialistů vyvolat novou válku. V České Lípě se soustředili účastníci „Pochodu míru” z obcí Horní Libchava, Lada, Častolovice, Manušice, Dubice, Okřešice, Sosnová a Stará Lípa.
Od roku 1957 se kulturní činnosti věnovala Osvětová beseda při MNV a o rok později založený Kulturní klub JZD.
První družstevní ples. Družstevníci z Horní Libchavy si řekli, že nejen při práci, ale i při zábavě se lidé poznávají a sbližují. Rozhodli se proto, že uspořádají I. družstevní ples, na který srdečně zvou všechny příznivce družstevní myšlenky. Na plese bude i bohatá tombola. První výhrou bude beran, dále jehně a metrák pšenice. Družstevní ples se bude konat dne 12. ledna 1957 a v tento den budou mít družstevníci i výroční schůzi.
Budovatel českolipské vesnice, 11.1.1957

### Kulturní klub JZD
Kulturní klub JZD se nacházel v prvním poschodí znárodněného hostince čp. 61. Ten převzalo lidové spotřební družstvo Jednota. Zde se také nacházely první dva televizory v obci, od roku 1958 jeden privátní v přízemních prostorách hospody a druhý od roku 1959 v klubovně JZD v prvním patře. Od roku 1962 se amatérskému divadlu věnoval dětský divadelní soubor Pionýrské organizace SSM (PO SSM).
Kulturní klub v Horní Libchavě zahajuje. Druhý kulturní klub JZD v našem okrese, který se nedávno ustavil v Horní Libchavě, si na zahájení své činnosti dne 27. září 1958 pozval vítěze letošního Jiráskova Hronova v kategorii malých jevištních forem, estrádní soubor ONV z Rumburku.
Budovatel českolipské vesnice, 16.10.1958
HORNÍ LIBCHAVA. Kulturní klub JZD v Horní Libchavě umístil ve své nově otevřené klubovně televisor, kterého plně využívají zvláště děti. Nyní se stěhuje do nové místnosti kulturního domu také knihovna, takže místní občané budou mít všechna kulturní zařízeni pohromadě. Na únor připravuje kulturní klub večer výměny zkušeností s družstevníky z Kamenice u Zákup.
Cesta míru: týdeník Krajského výboru Komunistické strany Československa v Liberci, 20.01.1959

### Osvětová beseda
Upozornění  Osvětová beseda v Horní Libchavě oznamuje, že 28. listopadu 1973 od 19.30 hodin bude v Kulturním domě v Horní Libchavě vystupovat Jaroslav Štercl se svoji skupinou.
Českolipský nástup: týdeník OV KSČ a rady ONV v České Lípě, 8.11.1973
Fotbalový oddíl Tělovýchovné jednoty Sokol (později jen TJ Horní Libchava) byl založen v roce 1946. V roce 1948 občané vybudovali v tzv. „Akci Z” zábradlí kolem bývalého fotbalové hřiště, doplnili lavičky a v roce 1965 dostavěli sportovní kabiny. Chovu domácího zvířectva se věnovala Základní organizace Českého svazu chovatelů Horní Libchava (ZO ČSCH).
Dobrovolní hasiči pod Svazem československého hasičstva (SČH) obdrželi konfiskovanou hasičskou zbrojnici. Dne 28. února 1948 se SČH přihlásil do ústředního výboru Národní fronty. Od října 1948 probíhaly pod dohledem (SNB) požární prohlídky a kontroly hasičských zbrojnic. V roce 1953 vznikla nová organizace Československý svaz požární ochrany (ČSPO), spolupracující s oddělením civilní obrany (CO) při Svazu pro spolupráci s armádou (Svazarm). Oddíl mladých požárníků býval pod hlavičkou Svazarmu chloubou při českolipských prvomájových průvodech.
V Horní Libchavě  pomáhají dobře školní děti při jarním úklidu. Už zbouraly starou požární zbrojnici a tak získali pro školu 1.000 cihel. Velmi dobře jim pomáhá soudruh Hrouda.
Budovatel českolipské vesnice, 17.5.1958
V roce 1983 se v Horní Libchavě konalo I. kolo Sportovní soutěže požárních družstev (SSPD). V sobotu 18. června se soutěže účastnila družstva 1. obvodu: okrsek Kamenický Šenov, okrsek Nový Bor, MěNV Česká Lípa, MNV Žandov, ZO SPO (Základní organizace Svazu požární ochrany) — Nový Oldřichov, Volfartice, Jezvé a Stružnice.
Dále pod NF působilo „Místní myslivecké sdružení Horní Libchava” (Český myslivecký svaz), r. 1993 transformováno na „Myslivecké sdružení Zámecký vrch” se sídlem v Manušicích, r. 2015 pod názvem Myslivecký spolek Horní Libchava.
Okresní myslivecký spolek v České Lípě a okresní myslivecký spolek v Boru u České Lípy, odbočka Svazu brannosti v České Lípě a odbočka Svazu brannosti v Boru u České Lípy, pořádají pod záštitou okres. národního výboru v České Lípě, posádkového velitelství v České Lípě a MNV v České Lípě a v Boru u České Lípy veřejné závody ve střelbě na asfaltové holuby a závody malorážkou a vzduchovkou 17. a 18. května v zámeckém parku v Horní Libchavě u České Lípy.
Stráž severu: deník Národní fronty v českém pohraničí, 18.05.1947
Správa rybníků v Manušicích, Horní Libchavě a ve Stružnici připadla „Místnímu rybářskému sdružení” se sídlem na čp. 13 (od roku 1990 Místní organizace Česká Lípa - Český rybářský svaz). V roce 1963 došlo v těchto obcích k obnově zaniklých rybníků. Každý člen měl povinnost odpracovat dvacet brigádnických hodin a teprve potom obdržel povolenku k provozování rybářského sportu. Výlov na rybnících provádělo Státní rybářství v Doksech. V květnu 1968 zapříčinili zaměstnanci Státního statku Horní Libchava (ředitelství Jezvé) na úseku libchavského potoka hromadnou otravu ryb. Vypuštěním velkého množství silážních kalů do potoka v krátké době zničili několikaletou práci místních rybářů a totální otravu 150 kg pstruha obecného všech velikostí. Část pstruhového revíru č. 1 MO ČSRS v České Lípě se stala mrtvou vodou.